# Jaume Aiguadé Miró
Jaume Aiguadé Miró ou Jaime Ayguadé Miró ou encore Jaume Aiguader i Miró  (Reus, 24 juillet 1882-México, 30 mai 1943) est un médecin, écrivain et homme politique catalan-espagnol. Maire de Barcelone du 14 avril 1931 au 1er février 1934, il fut Ministre du Travail sous les gouvernements Caballero II, Negrín I et II, pendant la guerre civile espagnole. 